# Спас Попов (футболист)
Спас Попов е бивш български футболист, нападател. Роден е на 22 август 1965 г. в село Ветрен дол, Пазарджишко. Играл е за Зенит (Ветрен дол), Спартак (Плевен), Марица, Хебър и Бесапара (Ковачево) (играещ треньор). В А група има 28 мача и 6 гола. През сезон 1997/1998 е голмайстор на Марица в Б група с 12 гола. От есента на 2003 г. е играещ треньор на Зенит (Ветрен дол).

## Статистика по сезони
- Зенит (ВД) - 1984/85 - А ОФГ, 12 мача/2 гола
- Зенит (ВД) - 1985/86 - А ОФГ, 17/4
- Зенит (ВД) - 1986/87 - А ОФГ, 23/9
- Зенит (ВД) - 1987/88 - В група, 28/12
- Спартак (Пл) - 1988/89 - Б група, 16/2
- Спартак (Пл) - 1989/90 - Б група, 21/4
- Спартак (Пл) - 1990/91 - Б група, 29/7
- Спартак (Пл) - 1991/92 - Б група, 31/10
- Спартак (Пл) - 1992/93 - Б група, 37/19
- Спартак (Пл) - 1993/94 - Б група, 25/8
- Спартак (Пл) - 1994/95 - Б група, 27/9
- Спартак (Пл) - 1995/96 - Б група, 30/4
- Спартак (Пл) - 1996/97 - А група, 28/6
- Марица - 1997/98 - Б група, 26/12
- Спартак (Пл) - 1998/99 - Б група, 21/4
- Хебър - 1999/пр. - В група, 8/2
- Хебър - 1999/ес. - В група, 15/6
- Бесапара - 2000/01 - А ОФГ, 26/11
- Бесапара - 2001/02 - А ОФГ, 17/5
- Бесапара - 2002/03 - А ОФГ, 11/3
- Зенит (ВД) - 2003/04 - А ОФГ, 28/17
- Зенит (ВД) - 2004/05 - А ОФГ, 25/14
- Зенит (ВД) - 2005/06 - А ОФГ, 12/3